# The Dead Girl
The Dead Girl (español La chica muerta), es una película estadounidense de 2006. Escrita y dirigida por Karen Moncrieff, protagonizada por Brittany Murphy, Toni Collette, Rose Byrne y Marcia Gay Harden. La película fue nominada para varios premios en 2007 de los Independent Spirit Awards incluyendo Mejor Película y Mejor Director. Es la historia de la muerte de una chica y las personas vinculadas a su asesinato. También cuenta con Mary Beth Hurt, Kerry Washington, James Franco, Giovanni Ribisi, Josh Brolin, Mary Steenburgen y Piper Laurie. La película se estrenó en el Festival de Cine AFI, el 7 de noviembre de 2006, y se le dio una versión limitada en los cines de los Estados Unidos el 29 de diciembre de 2006.

## Argumento
La Extraña: Arden vive con su madre abusiva. Un día se descubre el cuerpo desnudo de una mujer en la propiedad. Arden se convierte en una celebridad, atrayendo la atención de Rudy, quien le dice que la mujer muerta es parte de un grupo más grande de todas las mujeres asesinadas por la misma persona y que el asesino en serie tiene la ropa y deja las mujeres desnudas. Rudy quiere salir con ella. Arden se mete en una pelea con su madre, lo que impulsa a que le de permiso. Ella tiene su cita con Rudy. Por la mañana, ella llama a la policía para denunciar a una mujer (su madre) quien quedó sola en casa.
La Hermana: Leah es quien prepara a la mujer muerta en la morgue, cuando se da cuenta de una marca de nacimiento determinada. Ella sospecha que la mujer muerta es su hermana, que fue secuestrada hace diez años en las inmediaciones de un parque. Ella le pide al sheriff ver los registros dentales para ver si coinciden. Ella certifica que la mujer muerta es Jenny, su hermana desaparecida. Sus padres se niegan a creer que Jenny está muerta. El sheriff entrega el resultado de la prueba: la chica no es Jenny.
La Esposa: Ruth está enojada porque su marido, Carl, constantemente la deja sola noche tras noche. A la mañana siguiente, descubre la ropa, carteras y tarjetas de identificación en una bolsas de ziplock dentro de una unidad de almacenamiento que está supuestamente vacía. Ella descubre que las tarjetas de identificación coinciden con los nombres en los periódicos de las víctimas del asesino en serie. Carl vuelve a altas horas de la noche con rasguños en el cuello. Después de otra discusión, sale de la casa para ir a la parte exterior del coche. Él saca una bolsa de basura del tronco y va a la unidad de almacenamiento. Ruth le pregunta a su marido si él sabe algo sobre las mujeres muertas y él dice que no. Más tarde esa noche, ella entra en la unidad y saca todo. Ella conduce a la comisaría, pero no entra con la evidencia, sino que vuelve a casa para quemarla. Ella se quita la ropa y la quema también.
La Madre: La mujer muerta ha sido identificado como Krista Kutcher. Melora, la madre de Krista, es notificada. Ella va a la casa de Krista, y se encuentra con Rosetta. Rosetta y Krista vivían juntas. Ella le dice a Melora que Krista tenía una hija. Melora lleva a su casa a la hija de Krista.
La Chica Muerta: Krista compra a su hija un muñeco de peluche para su 3.er cumpleaños. Ella recibe a su cliente/novio, Tarlow, donde está su hija, pero en el último minuto, le dice que no puede. Ella regresa a su habitación y encuentra a Rosetta severamente golpeada. Ella cree que un hombre llamado Tommy lo hizo. Ella vandaliza el coche de Tommy, y cuando él trata de detenerla, ella lo golpea y se va. Cuando su motocicleta se descompone en la carretera, se sube al auto de Carl.

## Elenco
- Toni Collette es Arden.
- Brittany Murphy es Krista Kutcher.
- Rose Byrne es Leah.
- Marcia Gay Harden es Melora.
- Mary Beth Hurt es Ruth.
- Kerry Washington es Rosetta.
- James Franco es Derek.
- Giovanni Ribisi es Rudy.
- Josh Brolin es Tarlow.
- Piper Laurie es madre de Arden.
- Nick Searcy es Carl.
- Mary Steenburgen es Beverley, madre de Leah.
- Bruce Davison es padre de Leah.